# Sjednocená arabská kandidátka (1977)
Sjednocená arabská kandidátka (hebrejsky: רשימה ערבית מאוחדת; Rešima aravit me'uchedet) byla izraelská politická strana obhajující zájmy izraelských Arabů a existující v letech 1977–1981.

## Okolnosti vzniku a ideologie strany
Strana vznikla 8. března 1977 před volbami roku 1977, tedy ještě během funkčního období osmého Knesetu vzniklého po volbách roku 1973. Byla utvořena spojením dvou menších stran izraelských Arabů: Arabská kandidátka pro beduíny a venkovany a Kidma ve-pituach. Tyto strany po roce 1973 dočasně splynuly s levicovou, převážně židovskou stranou Ma'arach, ale pak se opět osamostatnily, aby v březnu 1977 utvořily alianci nazvanou Sjednocená arabská kandidátka. Ta měla v dosluhujícím Knesetu tři mandáty: Hamád Abú Rabía, Džabar Muadí a Sajfuddín az-Zuabí. Ve volbách roku 1977 obdržela strana ovšem jen jeden mandát. Tři poslanci z předchozího volebního období se proto dohodli, že se postupně na tomto jediném poslaneckém křesle vystřídají. Zpočátku tak stranu v Knesetu zastupoval řádně zvolený Sajfuddín az-Zuabí, pak jej 3. dubna 1979 nahradil Hamád Abú Rabía. Ten ovšem později odmítl své křeslo uvolnit Džabaru Muadímu. Došlo ke sporu a 12. ledna 1981 byl Hamád Abú Rabía zavražděn syny Džabara Muadího. Přestože jeho rodina nesla přímý podíl na tomto atentátu, nastoupil Džabar Muadí do křesla poslance Knesetu.
Ve volbách roku 1981 strana nezískala dost hlasů pro přidělení mandátu (žádná arabská strana v těchto volbách neuspěla, a šlo tak o jediný Kneset bez zastoupení ryze arabských stran). Strana později zanikla.
Nesouvisí se stejně pojmenovanou stranou Sjednocená arabská kandidátka, která je zastoupena v Knesetu od roku 1996.